# Pyysaari (ö i Birkaland, Övre Birkaland, lat 62,20, long 23,95)
Pyysaari är en halvö i Finland. Den ligger i sjön Hauhuunselkä och i kommunen Virdois i den ekonomiska regionen  Övre Birkalands ekonomiska region  och landskapet Birkaland, i den sydvästra delen av landet, 230 km norr om huvudstaden Helsingfors.